# Agelena lukla
Agelena lukla es una especie de araña del género Agelena, familia Agelenidae. Fue descrita científicamente por Nishikawa en 1980.

## Distribución
Esta especie se encuentra en Nepal y China.